# Tritomaria polymorpha
Tritomaria polymorpha là một loài rêu tản trong họ Jungermanniaceae. Loài này được (R.M. Schust.) Grolle miêu tả khoa học lần đầu tiên năm 1983.